# Соединение K
Соединение K (англ. Force K) — оперативная группа Королевского флота Великобритании, сформированная и действовавшая во время Второй мировой войны. В ходе войны соединение несколько раз меняло место базирования и состав кораблей. Впервые сформировано в 1939 году во Фритауне (Сьерра-Леоне), с 1941 по 1943 год базировалось на Мальту.

## Первое соединениеK
В 1939 году во Фритауне было сформирована оперативная группа британских кораблей, в задачу которой входил перехват немецких рейдеров, действовавших в Атлантике.
Состав соединения K
- Линейный крейсер Renown,
- авианосец Ark Royal,
- эскадренные миноносцы Hardy, Hostile, Hereward и Hasty.

13 декабря 1939 года британские крейсеры тяжело повредили немецкий рейдер Admiral Graf Spee, после чего тот укрылся в Монтевидео и был там заблокирован британцами. Соединение K было направлено к Монтевидео, однако немцы успели затопить тяжёлый крейсер до прихода британского подкрепления. Соединение было расформировано и Ark Royal ушёл в Британию вместе с тяжёлым крейсером HMS Exeter.

## Второе соединениеK
21 октября 1941 года соединение было сформировано во второй раз. На сей раз корабли соединения базировались на Мальту, действуя оттуда против итальянских конвоев, доставлявших военные грузы в Северную Африку.
В состав нового соединения вошли:

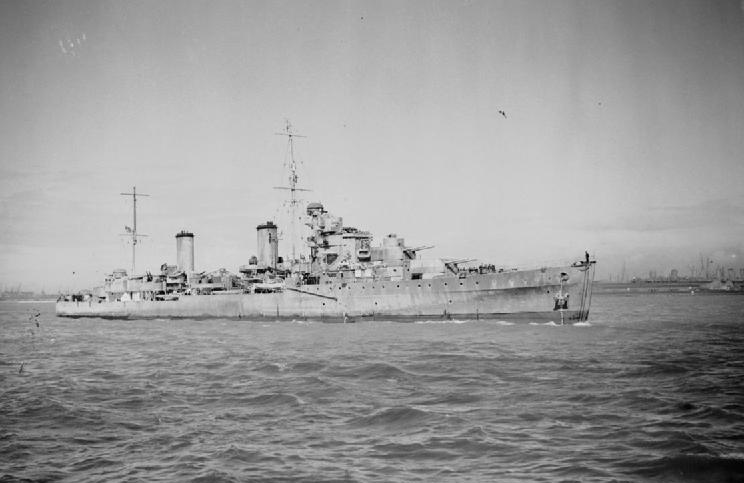
HMS Aurora

- Лёгкие крейсера HMS Aurora и HMS Penelope;
- эсминцы HMS Lively и HMS Lance

8—9 ноября соединение K разгромило итальянский конвой «Дуйсбург», вынудив итальянское командование признать Триполи «практически заблокированным». Вскоре соединение K было усилено кораблями соединения B (лёгкие крейсеры HMS Ajax и HMS Neptune и пара эсминцев). Объединённое соединение оказалось настолько эффективным, что смогло потопить 60 % всех грузов, перевозившихся итальянцами в Северную Африку.
19 сентября 1941 года во время погони за очередным конвоем корабли объединённого соединения наскочили на минное поле, понеся серьёзные потери. Крейсер Neptune затонул, Aurora получил серьёзные повреждения. Вскоре на мине подорвался эсминец HMS Kandahar, пытавшийся оказать помощь тонущему Neptune. На следующий день Kandahar был потоплен эсминцем HMS Jaguar.
Понесённые потери и возобновившиеся бомбардировки Мальты заставили англичан увести свои надводные корабли с острова. В порту остался лишь сильно повреждённый крейсер Penelope, потерявший ход. Частые налёты авиации изрешетили корабль так, что он получил у моряков прозвище Корабль Его Величества «Перечница» (англ. HMS Pepperpot). 8 апреля 1942 года Penelope покинул гавань, завершив тем самым историю второго соединения K.

## Третье соединениеK
Соединение K было вновь сформировано в ноябре 1942 года. В состав соединения вошли лёгкие крейсеры HMS Dido и HMS Euryalus, а также 14-я флотилия эсминцев, пришедшие на Мальту в охранении конвоя (операция «Стоун эйдж»).